# Шумиловка (Амурская область)
Шуми́ловка — село в Михайловском районе Амурской области, Россия.
Входит в Воскресеновский сельсовет.

## География
Село Воскресеновка расположено к северо-востоку от административного центра Воскресеновского сельсовета села Воскресеновка, расстояние — 7 км.
В двух километрах восточнее села проходит линия Забайкальской железной дороги Завитая — Поярково.
Расстояние до районного центра Поярково — 49 км (через Воскресеновку, на юг по автодороге областного значения Завитинск — Поярково).

## Инфраструктура
Станция Шумиловка Забайкальской железной дороги.

## Население
| 2002 | 2010 | 2012 | 2013 | 2014 | 2015 | 2016 |
| ---- | ---- | ---- | ---- | ---- | ---- | ---- |
| 111  | ↘72  | ↘67  | ↘64  | ↘63  | →63  | ↗65  |
| 2017 | 2018 |      |      |      |      |      |
| ↘59  | ↘53  |      |      |      |      |      |